# 레버리지 (2008년 드라마)
레버리지(Leverage)는 TNT에서 2008년 12월 7일부터 2012년 12월 25일까지 방영된 드라마이다.

## 출연
- 티머시 허턴 - 네이선 포드 역
- 지나 벨먼 - 소피 더베로 역
- 알디스 호지 - 앨릭 하디슨 역
- 크리스천 케인 - 엘리엇 스펜서 역
- 베스 리스그래프 - 파커 역